# Divisiones Regionales de Fútbol en Extremadura 2006-07
La temporada 2006-2007 en las Divisiones Regionales de Fútbol de España en la comunidad de Extremadura estuvo formada por la Regional Preferente de Extremadura (Nivel 5) y Primera Regional de Extremadura (Nivel 6). 
En la regional preferente participaron cuarenta equipos en dos grupos de 20, ascendiendo a Tercera Nacional el primero de cada grupo y el ganador de un partido a ida y vuelta entre los segundos y descendiendo a 1ª Regional los tres últimos de cada grupo. 
En la primera regional hubo tres grupos. Ascendieron a Regional Preferente los ganadores y los segundos de cada grupo.
La liga comenzó en septiembre de 2006 finalizó entre mayo y junio de 2007.

## Regional Preferente
Antes de comenzar el campeonato, el CD Badajoz B renunció a la categoría y fue sustituido por la UD Fuente de Cantos, subcampeón del Grupo I de 1ª Regional de 2005-06.

### Grupo 1
```
N.º Equipos……………………........................  JG GN EM PD GF GC PT 
01 CP Valdivia............................  38 25 08 05 85 26 83 
02 CP Amanecer ...........................  38 25 06 07 79 27 81 
03 Trujillo CF............................  38 25 05 08 96 35 80 
04 CP Arroyo..............................  38 25 05 08 74 35 80 
05 AD Ciudad de Plasencia CF..............  38 23 08 07 95 31 77 
06 CP Chinato ............................  38 19 09 10 79 61 66 
07 AD Zurbarán............................  38 17 08 13 56 53 59 
08 CP Talayuela...........................  38 16 08 14 61 42 56 
09 CD Hernán Cortés.......................  38 15 10 13 51 53 55 
10 UD Gargáligas..........................  38 13 12 13 70 68 51 
11 CP Malpartida..........................  38 14 09 15 53 70 51 
12 CD Orellana Costa Dulce................  38 16 05 17 58 63 50 
13 CP San Bartolomé.......................  38 14 04 20 58 77 46 
14 CD Rocamador...........................  38 12 07 19 53 71 43 
15 CP Brocense de Brozas..................  38 12 06 20 48 71 42 
16 CD Cacereño AtléticoVeracruz...........  38 11 08 19 45 61 41 
17 AD Valdefuentes........................  38 11 07 20 50 69 40 
18 CD Cabezas del Buey....................  38 09 04 25 44 90 31 
19 SP Herrera.............................  38 05 06 27 32 95 18 
20 Jaraiz CF..............................  38 03 05 30 41 130 14 
```

- Campeón: CP Valdivia, asciende a 3ª División
- Subcampeón: CP Amanecer, promociona al ascenso a 3ª División
- Descienden a 1ª Regional: AD Valdefuentes, CD Cabeza del Buey, SD Herrera y Jaraiz.

### Grupo 2
```
N.º Equipos………………………………................ JG GN EM PD GF GC PT 
01 Atlético Pueblonuevo............... 38 26 10 02 100 32 88 
02 CD Valdelacalzada.................. 38 26 06 06 89 28 84 
03 CD Santa Marta..................... 38 24 09 05 84 24 81 
04 Atlético San José Promesas ........ 38 21 04 13 76 67 67 
05 CD Nueva Ciudad de Mérida.......... 38 20 05 13 86 71 65 
06 CD Burguillos...................... 38 19 08 11 69 47 65 
07 CD Calamonte....................... 38 19 05 14 87 50 62 
08 UD Montijo......................... 38 13 14 11 56 52 53 
09 CP Oliva........................... 38 14 11 13 62 61 53 
10 CP Alburquerque.................... 38 14 10 14 52 46 52 
11 AD Llerenense...................... 38 15 07 16 54 59 52 
12 CP Racing Valverdeño............... 38 14 05 19 58 59 47 
13 CD Guadiana........................ 38 11 12 15 54 67 45 
14 CD Gévora.......................... 38 12 08 18 37 52 44 
15 CP Guareña......................... 38 10 11 17 46 65 41 
16 CP Gran Maestre.................... 38 12 04 22 42 79 40 
17 Badajoz Industrial CF.............. 38 08 13 17 26 51 37 
18 UP Segureña........................ 38 10 06 22 39 89 36 
19 UD Fuente de Cantos................ 38 08 03 27 36 88 27 
20 AD Villar del Rey Industrial....... 38 04 09 25 49 115 21 
```

- Campeón: Atlético Pueblonuevo, asciende a 3ª División
- Subcampeón: CD Valdelcalzada, promociona al ascenso a 3ª División
- Descienden a 1ª Regional: AD Villar del Rey, UD Fuente de Cantos y UP Segureña, Badajoz Industrial CF y CP Gran Maestre

### Promoción
Promoción de ascenso a 3ª División entre los subcampeones de cada grupo de Regional Preferente: 
- 03-06-2007: CP Amanecer, 0 CD Valdelcalzada, 1
- 10-06-2007: CD Valdelacalzada, 1 CP Amanecer, 1

- Asciende a 3ª División: CD Valdelcalzada
- Permanece en Regional Preferente: CP Amanecer de Sierra de Fuentes

## Primera Regional
Ascienden los campeones y subcampeones. No hubo descensos al no haber una categoría inferior.

### Grupo I
- Campeón: CF San Jorge
- Subcampeón: UD Badajoz

### Grupo II
- Campeón: Imperio de Mérida CP “B”
- Subcampeón: CD San Serván

### Grupo III
- Campeón: ACD Ciudad de Cáceres
- Subcampeón: CD Montehermoso

### Sanciones
CP Torreorgaz, Club Imperial Cuacos de Yuste y CP Carcaboso fueron sancionados, por dejar de jugar las últimas jornadas, sin 
poder participar en competiciones oficiales durante dos años. Igualmente, se le dieron por perdidos dichos encuentros.
| Predecesor: 2005/06 | Divisiones Regionales de Fútbol en Extremadura Temporada 2006/07 | Sucesor: 2007/08 |

- Datos: Q5811623